# Érase una vez... la Vida
Érase una vez... la Vida o Érase una vez... el cuerpo humano, es una serie francesa de dibujos animados infantiles con vocación didáctica y divulgativa. Pertenece al conjunto de series para la televisión "Érase una vez...". Creada por Albert Barillé en los estudios Procidis y animada en Japón por  Eiken, se estrenó en Canal+ Francia a partir del 29 de enero de 1987. En su producción colaboraron France 3, Canal+, la Société de radio-Canada y Radiotelevisión Española entre otras.

## Contenido
En ella se explican, de forma simple y amena, diferentes aspectos sobre anatomía, enfermedades o, por ejemplo, cómo se oxigena la sangre o cómo cicatriza una herida. De la misma forma, se explica la importancia de determinados hábitos relacionados con la salud como cepillarse los dientes, lavarse las manos, hacer deporte u otros. La explicación se realiza a través de las aventuras de distintos personajes que representan los distintos órganos, células, etc.
Así, cuando aborda el sistema inmunitario, los  linfocitos B aparecen viajando en naves (con la misma uniformidad que en Érase una vez... el espacio), desde las que sueltan los anticuerpos, los linfocitos T aparecen en naves idénticas con tubos que expulsan gases letales para las bacterias, y los macrófagos (fagocitos "polinucleares") como policías que tragan suciedad, restos de células y microbios.

## Redifusiones
La serie se emitió por primera vez en Canal+ Francia en enero de 1987. En España, se estrenaría el 3 de octubre de 1987 en TVE-1 a las 18.30 de la tarde. Se emitía los sábados a la misma hora. El 26 de marzo de 1988 a las 18.15 se emitió el último capítulo. En septiembre de 1989 se volvió a emitir los jueves a las 18.15 otra vez hasta el 8 de marzo de 1990. En mayo de 1991 se volvió a emitir, en TVE-2 a las 8 de la mañana, en un espacio infantil. Como se emitía diariamente tardó poco en terminar, en junio de 1991. En diciembre de 1992 se volvió a emitir en otro espacio infantil, hasta mayo de 1993. La serie se siguió emitiendo diariamente, periódicamente hasta 1998. Algunas veces, cuando la serie terminaba, le seguía Érase una vez... las Américas, y cuando terminaba, la serie empezaba de nuevo y así sucesivamente. Aunque a finales de 1994 y mediados de 1995 se hace una excepción, cuando se emitía la nueva serie de aquella época, Érase una vez... los inventores. Y a partir de 1996, la serie de "La Vida" dejó de emitirse, y cuando terminaba "Los Inventores", la serie de "Las Américas" volvía a empezar.

## Mercadeo
También se ha editado en fascículos coleccionables más de 15 veces como Érase una vez... El cuerpo humano.
También se resumió, mucho antes, al menos en España, en forma de dos álbumes de cromos, el primero azul y el segundo verde, con algunos capítulos como La digestión o Los huesos y el esqueleto, junto con la colección de 30 fascículos, de 595 pesetas cada uno y 28 páginas, en el curso 1990 - 1991, de nombre Colección El cuerpo humano (en esta última no aparecían los personajes de la serie sino micrografías y esquemas con el aspecto real o aproximado de las células y corpúsculos). 
La colección incluía las cintas de vídeo (VHS) de los 26 episodios de la serie y 30 tomos, que no siempre coincidían con las películas, y que después fueron ampliados a 55 (los diez últimos explicaban los diferentes tipos de urgencias que podrían producirse para saber cómo actuar en cada caso). Además había piezas montables que venían con cada fascículo, para poder construir tu propio "cuerpo humano" en miniatura, parte por parte, para así poder descubrir dónde se encuentra exactamente cada órgano y glándula del cuerpo y también un Atlas Anatómico de láminas con la misma función. A partir de 2006, las cintas de vídeo fueron sustituidas por 13 DVD en los que venían dos episodios en cada uno. Además, también se han editado juegos interactivos para ordenador de cada uno de los episodios de la serie y un álbum de colección de cromos. 
En marzo de 2008 se estrenó la exposición Érase una vez...La Vida! El Cuerpo Humano!, creada por la compañía española Musealia en colaboración con Procidis y diversas Universidades, tanto españolas como internacionales. La muestra recrea en tres dimensiones el universo de la serie, pero con cuerpos y órganos humanos reales, tratados con la técnica de la plastinación. Mediante una audioguía, el espíritu didáctico y pedagógico de la serie se encuentra siempre presente en la exposición. 
Actualmente la muestra se encuentra de gira por diversos museos y centros culturales de toda Europa.

## Lista de episodios
- 1.  El gran planeta celular
- 2.  El nacimiento
- 3.  Los centinelas del cuerpo
- 4.  La médula ósea
- 5.  Irrigación sanguínea
- 6.  Las plaquetas
- 7.  El corazón
- 8.  La respiración
- 9.  El cerebro
- 10. Las neuronas
- 11. La vista
- 12. El oído
- 13. La piel
- 14. La boca y los dientes
- 15. La digestión
- 16. El hígado
- 17. Los riñones
- 18. El sistema linfático
- 19. Los huesos y el esqueleto
- 20. Los músculos
- 21. Guerra a las toxinas
- 22. Las vacunas
- 23. Las hormonas
- 24. La cadena de la vida
- 25. La vida y el sueño
- 26. La edad del hombre

## Películas (VHS)
- 1- Los músculos
- 2- La piel
- 3- La respiración
- 4- La digestión
- 5- La vida y el sueño
- 6- Irrigación sanguínea
- 7- El corazón
- 8- El cerebro
- 9- Los huesos y el esqueleto
- 10- El hígado
- 11- La médula ósea
- 12- Los riñones
- 13- El oído
- 14- Las neuronas
- 15- La vista
- 16- La boca y los dientes
- 17- El origen de la vida (El gran planeta celular)
- 18- La edad del hombre
- 19- El nacimiento
- 20- La cadena de la vida
- 21- El sistema inmunitario (Los centinelas del cuerpo)
- 22- El sistema linfático
- 23- Guerra a las toxinas
- 24- Las vacunas
- 25- Las hormonas
- 26- Las plaquetas

## Películas (DVD/Érase una vez... La vida (VHS)
- 1- El gran planeta celular
- 2- El nacimiento
- 3- Los centinelas del cuerpo (el sistema inmunitario)
- 4- La médula ósea
- 5- Irrigación sanguínea
- 6- Las plaquetas
- 7- El corazón
- 8- La respiración
- 9- El cerebro
- 10- Las neuronas
- 11- La vista
- 12- El oído
- 13- La piel
- 14- La boca y los dientes
- 15- La digestión
- 16- El hígado
- 17- Los riñones
- 18- El sistema linfático
- 19- Los huesos y el esqueleto
- 20- Los músculos
- 21- Guerra contra las toxinas
- 22- Vacunación
- 23- Hormonas
- 24- La cadena de la vida
- 25- La vida y el sueño
- 26- La vida... sigue

## Libros
- 1- Los músculos
- 2- La piel
- 3- La respiración
- 4- La digestión -I
- 5- La digestión -II
- 6- La sangre
- 7- El corazón
- 8- El cerebro
- 9- El esqueleto
- 10- El hígado
- 11- La médula ósea
- 12- Los riñones
- 13- El oído
- 14- El gusto y el olfato
- 15- La vista
- 16- Los dientes
- 17- El origen de la vida -I
- 18- El origen de la vida -II
- 19- El nacimiento -I
- 20- El nacimiento -II
- 21- El sistema inmunitario
- 22- El sistema linfático
- 23- Nuestro medio ambiente
- 24- Las vacunas
- 25- Las hormonas
- 26- Las plaquetas
- 27- La cadena de la vida
- 28- La vida y el sueño
- 29- Grandes investigadores
- 30- La salud, un derecho de todos
- 31- Moverse es sano  (El cuidado del aparato locomotor)
- 32- Por una vida más sana -I  (El cuidado del aparato circulatorio)
- 33- Por una vida más sana -II  (El cuidado del aparato respiratorio)
- 34- El aspecto físico  (El cuidado de la piel)
- 35- La nutrición: salud y alimentación -I  (Aprender a comer)
- 36- La nutrición: salud y alimentación -II  (El cuidado del aparato digestivo)
- 37- Dos sentidos vitales  (El cuidado de la vista y el oído)
- 38- Vigilando las entradas  (El cuidado de la boca y la nariz)
- 39- Despertar a la sexualidad
- 40- Prevenir las enfermedades -I  (Estar enfermo)
- 41- Prevenir las enfermedades -II  (Las enfermedades vacunables)
- 42- La salud mental -I  (Por una mentalidad sana)
- 43- La salud mental -II  (El cuidado del sistema nervioso)
- 44- Hogar y salud
- 45- Trabajar y descansar
- 46- El socorrismo
- 47- Fracturas, esguinces y luxaciones
- 48- Urgencias del aparato respiratorio -I
- 49- Urgencias del aparato respiratorio -II
- 50- Heridas y hemorragias
- 51- Luchando contra el frío y el calor
- 52- Aprende a combatir las intoxicaciones
- 53 Atendiendo a los heridos
- 54- Salud y medio ambiente
- 55- La protección civil

## Colección
- Érase una vez...
- Érase una vez... el hombre (1978)
- Érase una vez... el espacio (1982)
- Érase una vez... el cuerpo humano (1987)
- Érase una vez... las Américas (1991)
- Érase una vez... los inventores (1994)
- Érase una vez... los exploradores (1996)
- Érase una vez... la ciencia (2000)
- Érase una vez... la música (2007, una colección de 13 libros y discos de música clásica, de producción española y sólo distribuidos en España)[1]
- Erase una vez... nuestra Tierra (2008, sólo distribuida en Francia)